# Sternwarte Lissabon
| Astronomisches Observatorium von Lissabon | Astronomisches Observatorium von Lissabon |
| ----------------------------------------- | ----------------------------------------- |
| Stiftung                                  | 1861                                      |
| Direktor                                  | Professor Rui Jorge Agostinho             |
| Sub-Direktor                              | Professor Paulo Crawford                  |
| Lage                                      | Lissabon Alcântara Tapada da Ajuda        |
| Webseite                                  | Astronomisches Observatorium von Lissabon |

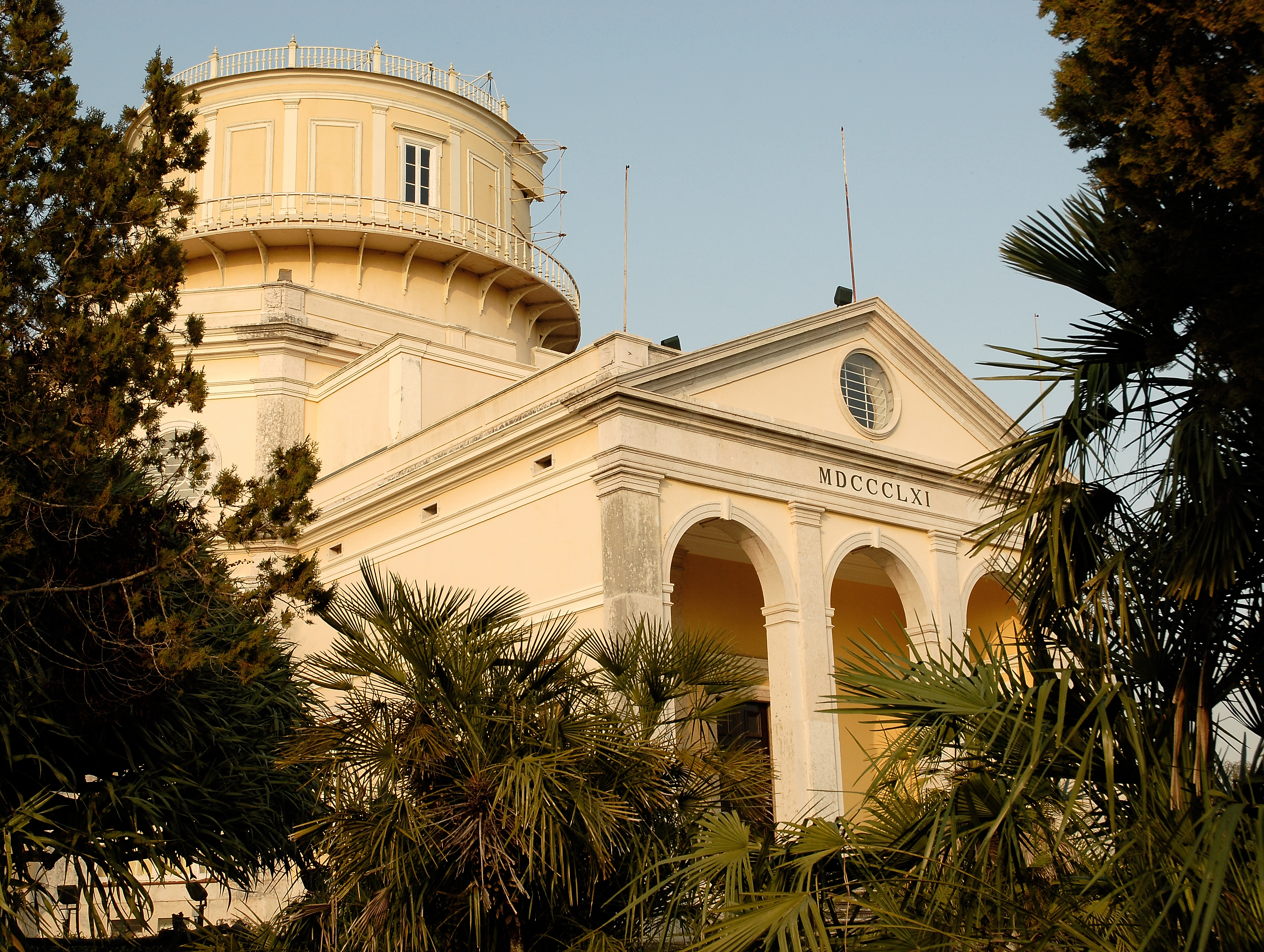
Astronomisches Observatorium von Lissabon

Die Sternwarte von Lissabon (Observatório Astronómico de Lisboa) ist eine Einrichtung, die vom 19. bis ins 20. Jahrhundert aufgrund ihrer Arbeit auf dem Gebiet der Positionsastronomie international anerkannt war. 1992 wurde die Institution der Universität Lissabon angeschlossen und im Jahr 1995 in die naturwissenschaftliche Fakultät integriert.

## Geschichte
Die Sternwarte entstand im Zuge einer Kontroverse zwischen dem französischen Astronomen Hervé Faye (1814–1902) und Wilhelm Struve (1793–1864), dem Direktor des Observatoriums von Pulkowo bei Sankt Petersburg, über die Bestimmung der Parallaxe des Sterns Groombridge 1830. Lissabon war der einzige Ort auf dem europäischen Kontinent, an dem es möglich war, diesen von Friedrich Wilhelm Argelander entdeckten Stern mit einem besonders genauen Zenitrefraktor zu beobachten. Der Bau wurde durch den König Pedro V. und anderen Persönlichkeiten unterstützt.
Am 11. März 1861 erfolgte die Grundsteinlegung. König D. Luis I trug durch Zahlungen aus seiner persönlichen Kasse zum Erfolg des Projektes bei. 1867 begannen die astronomischen Beobachtungen an der Sternwarte, am 6. Mai 1878 wurde sie per Erlass offiziell gegründet.
Die Baupläne waren eng an den Bau der Sternwarte in Pulkowo angelehnt und wurden vom französischen Architekten Jean Colson entworfen. Wilhelm Struve bot der portugiesischen Regierung seine Dienste an und wurde der wichtigste und einflussreichste Berater. Er leitete den Astronomen Frederico Augusto Oom an und beriet ihn über einen Zeitraum von rund 5 Jahren. Oom, ein ehemaliger Leutnant der Marine und Hydrographieingenieur, wurde der erste Direktor der Sternwarte.
Die Sternwarte nahm an mehreren internationalen Kampagnen teil, insbesondere 1900–1901 an der internationalen Kampagne zur Bestimmung der Astronomische Einheit (AU) mittels der Opposition des neu gefundenen Asteroiden Eros. Der Direktor der Sternwarte, Campos Rodrigues, und andere Astronomen des Hauses waren an der Erstellung eines Kataloges von Referenzsternen beteiligt. 1904 erhielt Campo Rodrigues den Valz-Preis für Astronomie der französischen Akademie der Wissenschaften für die exzellente Arbeit, die in Lissabon unter seiner Leitung geleistet worden war.
Zu den Aufgaben der Sternwarte gehört auch die Festlegung der amtlichen portugiesischen Zeit, die früher mit genauen Pendeluhren gemessen und mit Hilfe astronomischer Beobachtungen kontrolliert wurde. Das Zeitsignal wurde per Lichttelegraphie verbreitet. Heute wird die Zeit vom Observatorium über Atomuhren bestimmt und über das Internet verteilt.
Das historische Gebäude der Sternwarte dient heute vor allem als Museum, für didaktische Aufgaben und die Öffentlichkeitsarbeit. Aktuelle Forschungen der Sternwarte beruhen auf Daten, die von den großen Observatorien weltweit oder von Beobachtungssatelliten stammen.

## Gebäude
Die Sternwarte liegt im Park der Tapada da Ajuda, einem ehemaligen königlichen Jagdgebiet auf den Hügeln der Serra de Monsanto oberhalb des Stadtteils Alcântara, in dem heute das Agrarwissenschaftliche Institut der Universität Lissabon untergebracht ist.
Sie wurde als Zentralbau mit Blick auf den Tejo errichtet, dessen Eingangsbereich mit der klassizistischen Hauptfassade mit einem großen Dreiecksgiebel nach Süden ausgerichtet ist. Der zentrale kreisförmige Hauptraum stützt über acht große Säulen und ein reich ausgearbeitetes Gewölbe den darüber liegenden Beobachtungsraum des Observatoriums. In den Bögen zwischen den Säulen sind viele historische Pendeluhren untergebracht, mit denen im Observatorium die amtliche Zeit gemessen wurde. Vor den der großen Fenstern des Raums stehen große Tische, an denen die Astronomen ihre Forschungsarbeit entwickelten. Der große Äquatorial-Refraktor ist in einem zylindrischen Dachaufsatz untergebracht, dessen flache Kuppel und Seitenwände, dem Meridian von Lissabon folgend, von Norden bis Süden geöffnet werden können.
In den anderen drei Gebäudeflügeln nach Westen, Norden und Osten sind jeweils am Ende weitere großzügige Beobachtungsräume untergebracht, die über Türen in den Wänden und im Dach über eigene Beobachtungsöffnung verfügen. Zum Hauptgebäude hin liegen weitere Räume, die zu Unterrichtszwecken, für Berechnungen und andere Aufgaben genutzt wurden; heute finden hier didaktische Aufgaben wie Projektgruppen und die Arbeit mit Schulkindern statt. Zwei weitere, sehr viel kleinere Kuppeln mit Beobachtungsinstrumenten liegen südlich vor dem Gebäude.
Die Beobachtungsräume sind mit von außen permanent hinterlüfteten Holzvertäfelungen ausgestattet, die im Interesse der Genauigkeit der Messergebnisse die Innen- und Außentemperaturen angleichen sollen, die anderen Räume werden, etwas weniger aufwendig, über Kamine im Dach be- und entlüftet.

## Museum und Instrumente
Die historische Sternwarte wird durch das Museum des Observatoriums betrieben. Im Museumsbereich werden verschiedene astronomische Instrumente gezeigt und erklärt, die alle noch voll funktionsfähig sind.
Für den großen Äquatorialrefraktor gibt es eine neue Plattform, gebaut 1990 in Nizza, die mit einem modernen Mikrometer für das Studium von Doppelsternen ausgestattet ist. Sie ist jedoch nicht mit dem Teleskop verbunden.